# 張如城
張如城（英語：Jacky Cheung Yu Shing，前稱Tinom Cheung，1987年12月28日—），為香港創作歌手及網絡名人。
他在2001年以13歲之齡出道，但不久離開樂壇以完成學業。當他分別在2008年8月、2011年8月及2016年5月復出時，令網民再度談論一時。
張如城在2000年代初期，成為某些網民製作反對他和恥笑他的網頁、改圖的對象，令他成為最早期見證香港的「網上力量」的人物之一。

## 個人背景
張如城生於廣東省湛江市，有6名兄弟姊妹，2歲半時從中國大陸移居香港，中學時期就讀於仁濟醫院王華湘中學，被稱為「亞洲神童」及「亞洲最年輕音樂創作人」，現已修畢香港公開大學工商管理文憑課程。

## 演藝經歷
- 在2000年的廣東省吳川市中國五四青年運動節歌唱比賽，被中國市府人員邀請做表演嘉賓，獲市委書記和公安局長頒發《最佳榮譽獎》和《最佳勇氣獎》，被稱為「亞洲神童」及「亞洲最年輕音樂創作人」，日後他亦以「亞洲神童」及「亞洲最年輕音樂創作人」自居。
- 2001年以十三歲之齡自資出唱片，但缺乏銷量資料，連其本人亦無法提供。[10]
- 2002年曾拍攝香港無綫電視節目《香港鬆一鬆》。[11]
- 2008年復出創作歌曲《友誼的光彩》宣傳北京奧運，並受到香港無綫電視音樂節目360˚邀請做嘉賓演唱歌曲《友誼的光彩》，被網民惡搞成《有耳的棺材》，YouTube點擊率更超過一百萬。
- 2011年創作歌曲《中國的巨龍》。
- 2016年相隔五年後受北京宣眾文化傳媒公司邀請，到北京參與籌備、創作、攝製大型競技青春網絡劇《狂飆小鎮》主題曲《紅日之火》[12]。其後獲得廣東省吳川市文廣新局局長頒發「最優秀歌手獎」、「最優秀歌曲獎」和「最佳榮譽獎」，於6月15日上傳至騰訊視頻的得獎片段在兩個月內在網站顯示有超過10億次播放，即平均每天有超過1,900萬次播放。[13]

## 逸話
2017年12月，張如城母親遭男性好友入稟高院，指張母為幫助張如城在歌壇發展，於2016至2017年間向他借貸共16.5萬港幣及120萬人民幣，當時張如城及另外3人曾承諾若張母未能還款，他們會代為還債，但4人最終沒有兌現承諾，男友人現向張如城及其母等共5人索償。

## 主要作品
| 年份   | 歌曲                   |
| 2001年 | 《愛意》、《真愛是真》 |
| 2008年 | 《友誼的光彩》         |
| 2011年 | 《中國的巨龍》         |
| 2016年 | 《紅日之火》、《路上》 |

## 外部連結
- 張如城個人網站 （页面存档备份，存于）